# Власій Севастійський

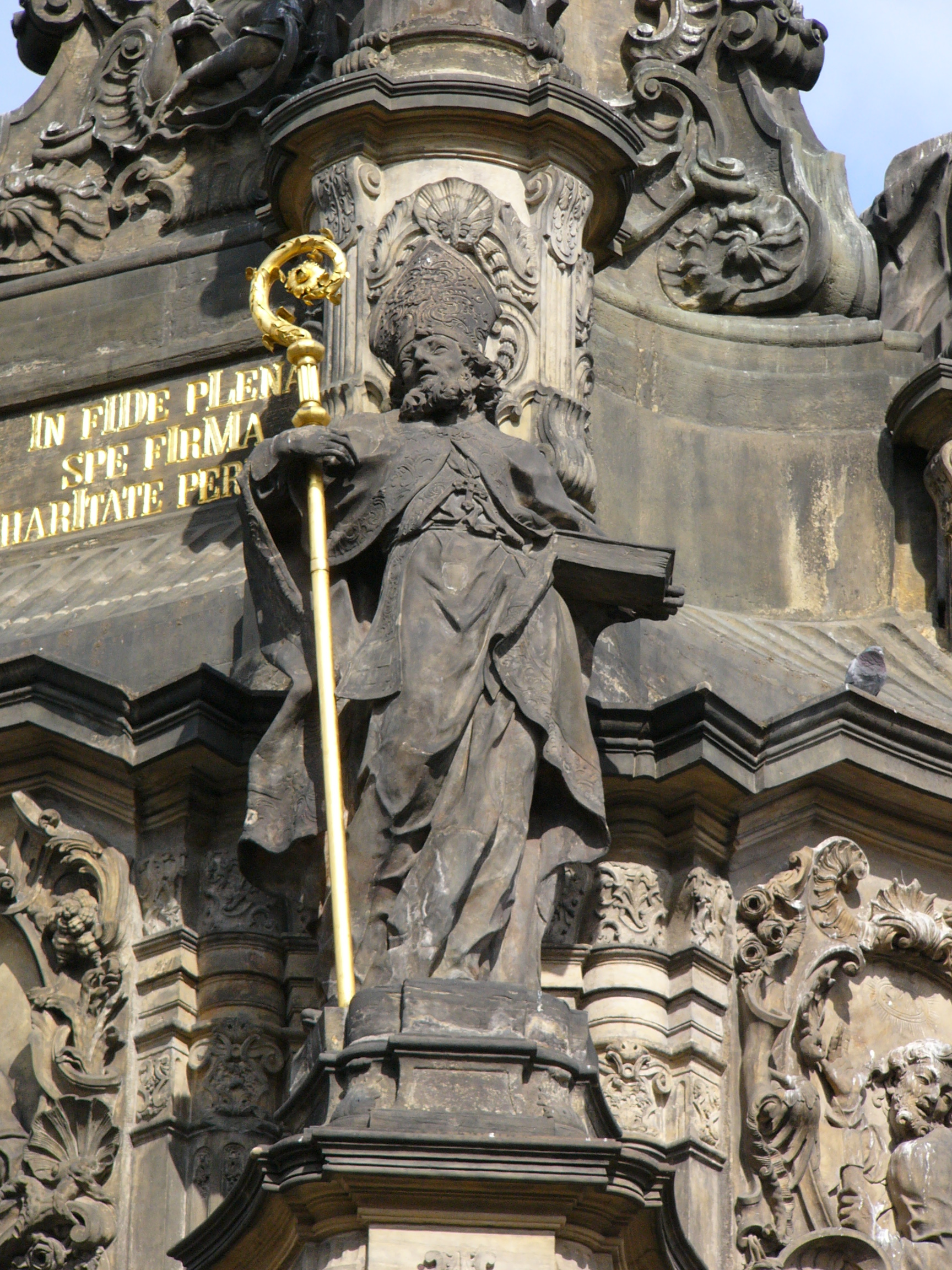
Святий Власій

Власій Севастійський, або Святий Власій (? — 316) — лікар та єпископ східно вірменського міста Севастія (нині Сівас, Туреччина), ранньо-християнський святий і мученик.
Власій був лікарем, а потім став єпископом у місті Севастії в Малій Азії. Під час переслідування християн імператором Діоклетіаном переховувався разом зі своїми вірними в пустелі. Незабаром вояки знайшли Власія і в кайданах привели до судді. Власій охоче пішов на суд, бо напередодні тричі явився йому Ісус Христос і сказав принести, як священникові, святу жертву.
Власія, який сміливо визнав свою віру в Христа, спершу жорстоко мучили, а потім наказали втопити. Коли його кинули в озеро, він став ходити по воді, наче по твердій землі, прославляючи Бога. Потім він вийшов на берег, став перед мучителем і сказав: «Покайся і вір у Христа!». Розлючений поганин убив Власія мечем 316 року.
Як сама особистість, так і все життя святого Блажея окутано різними легендами. Живий культ повз сторіччя, який з'явився і на Сході і на Заході, свідчить про історичність його постаті і мученицьку смерть. Прийнято вважати, що святий Блажей з'явився на світ в Кесарії Каппадокійській (нині територія Туреччини).
Спочатку працював лікарем, однак згодом відмовився від своєї професії і подався в пустелю, аби там бути ближче до Бога через молитву і покуту. Після смерті єпископа Себасти в Вірменії, як місцеве духовенство, так і світський люд, звернули увагу на святого Блажея, вибравши його своїм пастором. В той час на Сході правив римський імператор Люцій (306—323), який прагнув знищити християнство. Святий Блажей укрився в одній із гірських печер і звідти керував своєю паствою. Але про місце знаходження святого Блажея стало відомо владі і його було кинуто до в'язниці, де він зміцнював духом своїх одновірців.
В ув'язненні також оздоровив в чудовий спосіб сина однієї жінки, якому остюк пробив горло і це загрожувало хлопцю удушенням.
Коли не допомогли марні умовляння і погрози для ув'язненого святого Блажея, зважаючи на його незламність і віру його було піддано жорстоким тортурам і наприкінці розрубано незламного єпископа мечем. Популярність святого проявлялася в народних звичаях.
Люд бачив у святому Блажеї опікуна домашніх тварин, шанує його як захисника від хвороб горла і кровотеч. Як свого патрона святого Блажея вважають каменярі. Святий Блажей є також патроном міста Дубровник в Хорватії.
В іконографії святий Блажей представлений, як єпископ, що благословляє. Його атрибутами є олень, посох, птаха з поживою в дзьобі, дві схрещені свічки, скребло — знаряддя тортур.
Католицька церква спомин літургійний святого відзначає 3 лютого. В Україні є ряд обрядів і звичаїв, пов'язаних із цим днем. У східних християн день пам'яті — 11 лютого.

## Патрон
- Португалія: Сан-Браш-де-Алпортел, Шамушка
- Хорватія: Дубровник